# Sciapus gilvipes
Sciapus gilvipes är en tvåvingeart som först beskrevs av Günther Enderlein 1912.  Sciapus gilvipes ingår i släktet Sciapus och familjen styltflugor. Inga underarter finns listade i Catalogue of Life.